# Albin Holmgren
Albin Holmgren (8 giugno 2001) è uno sciatore freestyle svedese, specialista delle gobbe.

## Biografia
Attivo in gare FIS dal gennaio 2016, Albin Holmgren ha debuttato in Coppa del Mondo il 9 dicembre 2017, nelle gobbe a Ruka, non terminando la prova. L'11 dicembre 2021 ha ottenuto, nella stessa specialità, a Idre Fjäll, il suo primo podio nel massimo circuito, classificandosi al 2º posto nella gara vinta dal giapponese Ikuma Horishima. 
In carriera non ha mai debuttato i Giochi olimpici invernali e ha preso parte a due edizioni dei Campionati mondiali di freestyle.

## Palmarès

### Mondiali juniores
- 1 medaglia:
  - 1 argento (gobbe a Duved 2018)

### Coppa del Mondo
- Miglior piazzamento nella Coppa del Mondo di freestyle: 134º nel 2020
- Miglior piazzamento nella Coppa del Mondo generale di gobbe: 19º nel 2022
- Miglior piazzamento nella Coppa del Mondo di gobbe: 19º nel 2022
- Miglior piazzamento nella Coppa del Mondo di gobbe in parallelo: 25º nel 2022
- 1 podio:
  - 1 secondo posto